# Derolus togoensis
Derolus togoensis là một loài bọ cánh cứng trong họ Cerambycidae.